# Strada statale 91 della Valle del Sele
La strada statale 91 della Valle del Sele è una strada statale italiana che si sviluppa per tutto il suo tracciato in territorio campano.
In seguito al decreto legislativo n. 112 del 1998, dal 2001, l'attuale tracciato inizia a Eboli dalla strada statale 19 delle Calabrie e termina in località Terme Forlenza nel comune di Contursi Terme. Il vecchio tracciato (ora declassato in strade regionali e provinciali) collegava le province di Salerno e Avellino passando attraverso l'Appennino campano attraversando l'alta valle del Sele. Superando la sella di Conza si incrociava con la statale Appia e proseguiva nella valle dell'Ufita fino a Grottaminarda ove sboccava sulla strada statale 90 delle Puglie.

## Storia

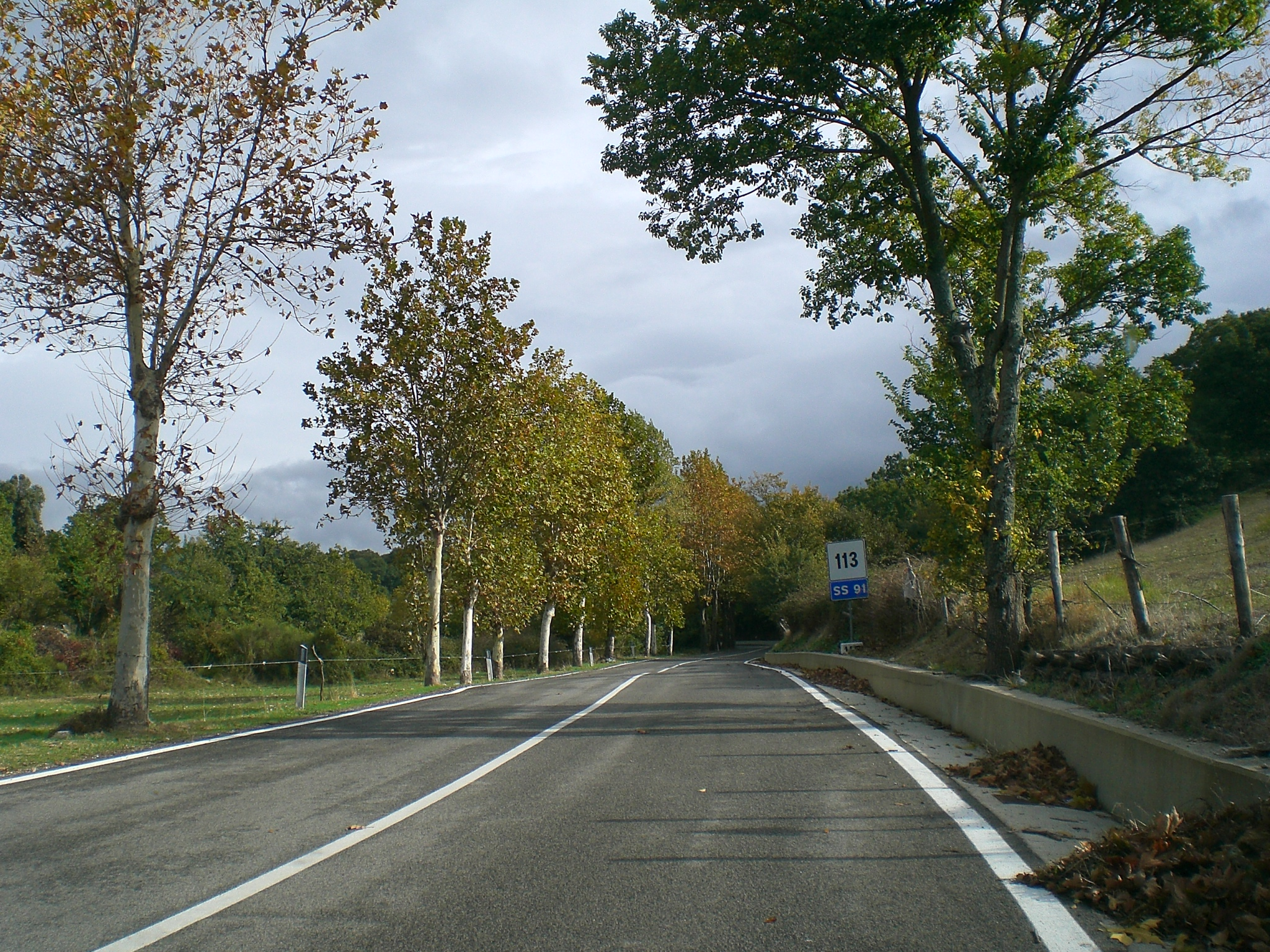
SS91 presso Camaldoli

Denominata Regio Cammino di Matera, arteria stradale che collegava nell'Ottocento le province di Principato Citra e Principato Ultra con le province di Basilicata e Capitanata, fu voluta nel 1789 da re Ferdinando IV di Borbone, su proposta del Marchese di Valva, Soprintendente di Strade e Ponti. Il tracciato, che corrispondeva in parte alla normanna via antiqua fu varie volte modificato.  Motivi della sua costruzione furono il congiungere i comuni dell'entroterra campano e lucano, da Eboli a Melfi, ma anche per assicurare il trasporto del grano e delle altre derrate alimentari dalle fertili pianure delle Puglie alla capitale del Regno di Napoli.
Nel punto di inizio vicino Eboli venne costruito nel 1797 un epitaffio con una lapide. Restaurato nel 1990, il monumento ricorda le origini storiche della strada denominata “la via del grano”.

## Località attraversate
- Eboli
- loc. Ponte Barbieri (Campagna)
- Quadrivio (Campagna)
- Romandola-Madonna del Ponte (Campagna)
- Oppidi-Varano (Campagna)
- Serradarce (Campagna)
- loc. San Zaccaria (Campagna)
- Camaldoli (Campagna)
- loc. Bagni Forlenza (Contursi Terme)

## Strada statale 91 bis Irpina
Tale arteria unisce la SS 90 delle Puglie (presso la stazione ferroviaria di Savignano-Greci) con l'ex SS 91 della Valle del Sele (presso Vallata), attraversando anche il territorio pugliese nella tratta compresa tra il centro abitato di Scampitella e il sito archeologico della Ferrara di Savignano. Il settore pugliese si sviluppa a notevole altitudine toccando anche Monteleone di Puglia, il comune più elevato della regione.

## Strada statale 91 ter Diramazione Irpina
La ex strada statale 91 ter Diramazione Irpina (SS 91 ter), ora strada provinciale 136 Diramazione Irpina (SP 136), è una strada provinciale italiana, il cui tracciato si snoda interamente in territorio pugliese, nella provincia di Foggia, per il collegamento tra Monteleone di Puglia e Bovino.

## Strada Statale 91 raccordo della Valle del Sele
La strada statale 91 raccordo della Valle del Sele (SS 91 racc) era una strada statale italiana.
Il percorso si sviluppava all'interno del territorio comunale di Contursi Terme e la sua funzione era quella di collegare la strada statale 91 nei pressi della località Terme Forlenza con lo svincolo di Contursi Terme Ovest-Campagna, della strada statale 691 Contursi-Lioni.
Con il Decreto Presidente del Consiglio dei Ministri 8 luglio 2010 - G.U. n. 214 del 13/09/2010, la strada è stata assorbita dalla SS 691